# どんずまり便器
どんずまり便器（どんずまりべんき）は、2011年製作、2012年4月14日公開の日本映画。

## キャスト
- 菜葉菜 - ナルミ
- 中村邦晃 - 圭
- 菅原佳子 - カナ
- 宇野祥平 - 島田
- 玄覺悠子 - 陽子
- 菅田俊 - 青木

## スタッフ
- 監督・脚本 - 小栗はるひ
- 撮影 - 春木康輔[2]
- 音楽 - 有木竜郎